# 일산서부경찰서
일산서부경찰서(一山西部警察署, 영어: Ilsan Seobu Police Station)는 경기도북부경찰청이 관할하는 경찰서 중 하나이다. 경기도 고양시 일산서구 일원을 관할한다.
서장은 총경으로 보한다.

## 기본 정보
- 주소: 경기도 고양시 일산서구 중앙로 1640
- 우편번호: 10226

## 연혁
- 2016. 12. 5. 일산서부경찰서 개서
- 2018. 12. 21. 주엽지구대 대수선 공사 준공
- 2019. 1. 26. 탄현지구대 증축 공사 준공
- 2020. 9. 1. 일산서부경찰서 어린이집 개원
- 2020. 11. 20. 통합민원실 개소
- 2021. 12. 31. 치안종합성과 1위 달성
- 2022. 2. 15. 통합수사팀 운영 시작
- 2022. 12. 7. 제1회 청렴우수관서 경진대회 최우수상 수상
- 2023. 3. 15. 일산파출소 개소
- 2023. 12. 31. 경기북부청 치안고객만족도 1위 달성

## 관할 파출소 및 지구대
| 명칭       | 사진 | 주소                    | 관할구역                                                             | 치안센터     |
| ---------- | ---- | ----------------------- | -------------------------------------------------------------------- | ------------ |
| 가좌파출소 |      | 일산서구 가좌로 24      | 대화동 일부(대화마을), 법곳동 일부, 가좌동, 구산동                   | 송포치안센터 |
| 대화지구대 |      | 일산서구 일산로 670     | 주엽2동, 대화동, 덕이동                                              |              |
| 주엽지구대 |      | 일산서구 강성로 107     | 주엽1동, 주엽2동, 일산3동                                            |              |
| 탄현지구대 |      | 일산서구 현중로36번길 1 | 탄현1동, 탄현2동, 일산1동, 일산2동, 문봉동, 설문동, 사리현동, 성석동 |              |

## 같이 보기
- 경기도북부경찰청